# Ici Pays basque
Ici Pays basque, anciennement France Bleu Pays basque, est l'une des stations de radio généralistes du réseau Ici de Radio France. Elle dessert le département des Pyrénées-Atlantiques (tout comme France Bleu Béarn) et peut également être reçue dans le sud du département des Landes, dans une partie du Béarn et par-delà la frontière, dans la province basque espagnole du Guipuscoa.

## Historique
Radio Côte basque naît en 1961 sous l'impulsion de deux journalistes bayonnais, Yves Darriet et Jean Garreto, alors que le service public expérimente ses premières émissions radiophoniques dans quelques régions de France. Dès l'origine, la station diffuse des programmes en deux langues, en français et en basque. En 1963, la station diffuse un quart d'heure d'informations locales quotidiennes, le temps d'antenne étant augmenté par la suite en 1972, puis en 1975.
Radio France Pays basque est créée le 1er janvier 1983. À la fin de cette même année, la mise en service de l'émetteur de la Rhune lui permet d'accroître sa zone de diffusion. Le temps d'antenne est porté à six heures de programmes quotidiens, tant en langue basque qu'en langue française.
Le 1er juillet 1991, Radio France Pays basque inaugure une chronique trilingue (basque, français et espagnol) à destination des auditeurs du Guipuscoa : « Radio sans frontières ».
Le 4 septembre 2000, les radios locales de Radio France sont réunies dans le réseau France Bleu qui fournit un programme commun national que reprennent les programmes locaux des stations en régions. Radio France Pays basque devient France Bleu Pays basque.

## Équipes locales
La direction de France Bleu Pays basque encadre une équipe d'une vingtaine de journalistes et d'animateurs radio.

### Direction
- Directeur : Ttotte Darguy
- Responsable des programmes : Thierry Trucat
- Rédacteur en chef : Odile Faure
- Responsable technique : Pascal Ospital (intérim)

## Programmation

### Généralités
Parmi les décrochages spécifiques à France Bleu Pays basque figurent les différentes éditions du journal local et l'émission matinale. Certains programmes, parmi lesquels les émissions « Euskal emankizuna » ou « Euskal Magazina » sont diffusées en langue basque.

### Événementiel

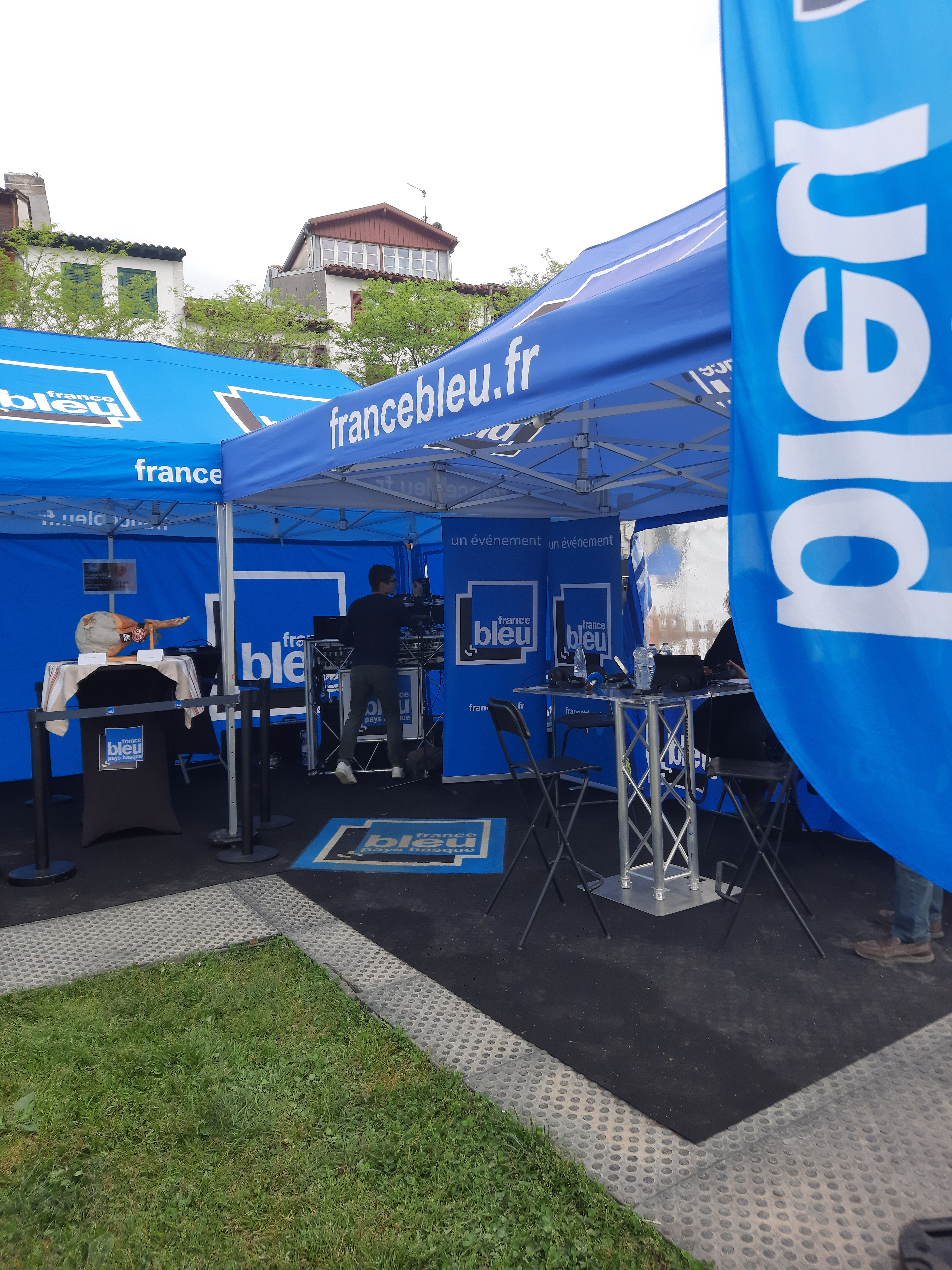
Les studios délocalisés lors de la Foire au Jambon de Bayonne (2022).

- Du 20 au 28 mai 2017, France Bleu Pays basque a déployé des moyens importants pour couvrir les championnats du monde de surf à Biarritz[3].
- Un studio est installé au cœur de la Foire au Jambon de Bayonne, avec divers programmes en direct[4].

## Diffusion
France Bleu Pays basque diffuse ses programmes sur la bande FM en utilisant, selon les zones géographiques, les fréquences d'émissions suivantes :
- Bayonne : 101,3 MHz
- Saint-Jean-Pied-de-Port : 102,4 MHz
- Saint-Palais : 90,4 MHz
- Tardets : 90,8 MHz
- Mauléon-Licharre : 103,1 MHz